# Здралци
Вижте пояснителната страница за други значения на Амбелокипи.
Здрàлци, още Здрàлца или Зрèлца (на гръцки: Αμπελόκηποι, Амбелокипи, до 1926 година Σδράλτση, Сдралци), е село в Егейска Македония, Република Гърция, дем Хрупища, област Западна Македония.

## География
Селото се намира на 3 километра югоизточно от Костурското езеро, на пътя от Дупяк (Диспилио) за Богатско (Вогацико). Землището на Здралци е 11 km2. Западно от Здралци минава река Гьоле.

## История

### В Османската империя
В началото на XIX век френският консул при Али паша Янински Франсоа Пуквил споменава селото като Sdreotza. В 1889 година Стефан Веркович (Топографическо-этнографическій очеркъ Македоніи) пише за Здралци:
| „ | Село Стралица се състои от 30 български къщи, 45 семейни двойки и 75 нуфузи. Занимание на жителите: земеделие, градинарство и обработване на чужда земя. | “ |

Според статистиката на Васил Кънчов („Македония. Етнография и статистика“) в 1900 година Зрѣлца има 270 жители българи.
На Етнографската карта на Битолския вилает на Картографския институт в София от 1901 година Здрелза е чисто българско село в Костурската каза на Корчанския санджак с 50 къщи.
В началото на XX век Здралци патриаршистко село. По данни на секретаря на екзархията Димитър Мишев („La Macédoine et sa Population Chrétienne“) в 1905 година в Здрелца има 400 българи патриаршисти гъркомани и в селото функционира гръцко училище. В училището преподава Николаос Папасидерис, бъдещият костурски митрополит Никифор.
Гръцка статистика от 1905 година представя селото като гръцко с 250 жители. През лятото на 1905 година андартският капитан Лаки Дельо убива кмета на българската махала на село Здралци Козма.
Според Георги Константинов Бистрицки Здрелца преди Балканската война има 90 български къщи.
При избухването на Балканската война в 1912 година трима души от Здралци са доброволци в Македоно-одринското опълчение.
На етническата карта на Костурското братство в София от 1940 година, към 1912 година Здрелца е обозначено като българско селище.

### В Гърция
През войната селото е окупирано от гръцки части и остава в Гърция след Междусъюзническата война. Боривое Милоевич пише в 1921 година („Южна Македония“), че Зрелци има 50 къщи славяни християни. В 1926 селото е прекръстено на Амбелокипи.
Населението произвежда жито, боб и градинарски култури.
Селото не пострадва в Гражданската война. От 1997 година село е част от дем Йон Драгумис (Δήμος Ίωνος Δραγούμη), който от 1 януари 2011 година по закона Каликратис е слят с дем Хрупища (тогава Орестида).
| Име        | Име         | Ново име | Ново име | Описание |
| ---------- | ----------- | -------- | -------- | -------- |
| Магаричово | Μαγαρίτσοβο | Дихало   | Δίχαλο   |          |

| Година    | 1913 | 1920 | 1928 | 1940 | 1951 | 1961 | 1971 | 1981 | 1991 | 2001 | 2011 | 2021 |
| --------- | ---- | ---- | ---- | ---- | ---- | ---- | ---- | ---- | ---- | ---- | ---- | ---- |
| Население | 246  | 311  | 345  | 425  | 425  | 449  | 448  | 528  | 610  | 688  | 668  | 630  |

## Църкви
- „Света Екатерина“ — църквичка в южния дял на селото
- „Свети Николай“ — гробищна църква западно от селото
- „Свети Дух“ — църквичка южно от селото, до река Гьоле и моста
- „Успение Богородично“ — главна църква от 1820-1830 г.
- „Свети Николай“ — параклис и скит на стръмна карпа в планината, 3 km източно от селото

## Личности
Родени в Здралци
- Аргир Никола, българин, православен, арестуван преди април 1904 година, обвинен, че „с цел да се наруши порадъкът, шетал по селата и събирал пари от населението за оръжие, муниции и други бунтовнически средства“, осъден от Първостепенния съд в Серфидже на 3 години затвор, лежал в Серфидженския затвор, амнистиран с общата амнистия от 12 април 1904 година[19]
- Аргир Танасов Димитров Ковачев (1918 - 2010), гръцки комунист
- Анастас Димитров (Αναστάσιος Δημητρίου), гръцки андартски деец от ІІІ ред[20]
- Васил Бацелов (Βασίλειος Μπατσέλας), гръцки андартски деец, четник на Григорис Фалиреас (Закас)[20]
- Васил Теохари, българин, православен, арестуван преди април 1904 година, обвинен, че „с цел да се наруши порадъкът, шетал по селата и събирал пари от населението за оръжие, муниции и други бунтовнически средства“,[19] осъден от Първостепенния съд в Серфидже на 3 години затвор, лежал в Серфидженския затвор, амнистиран с общата амнистия от 12 април 1904 година[21]
- Иван Шишков (1876 – 1957), български просветен и църковен деец
- Козма Николов, мухтар на българската махала, убит заедно с баща си Никола в центъра на селото от гръцкия капитан Лаки Дельо на 31 юли или 1 август 1905 година[22][23]
- Пандо Василев, македоно-одрински опълченец, Втора рота на Осма костурска дружина, ранен в Междусъюзническата война на 8 юли 1913 година, носител на бронзов медал[24]
- Христо Атанасов, македоно-одрински опълченец, 27-годишен, Втора рота на Осма костурска дружина, загинал на 6 ноември 1912 година край Дедеагач[25]
- Яне Георгиев Янев (1868 - след 1943), български революционер, деец на ВМОРО и ВМОК
- Яне Динков, македоно-одрински опълченец, Осма костурска дружина[26]

Починали в Здралци
- Йоанис Накицас (? – 1906), участник в Гръцката въоръжена пропаганда в Македония